# 和倉温泉お祭り会館
和倉温泉お祭り会館（わくらおんせんおまつりかいかん、Wakura Onsen Omatsuri Hall）は、石川県七尾市和倉町（和倉温泉）にある、七尾市を代表する4つの祭りの山車等を展示し、紹介する施設（山車会館）である。

## 概要
七尾市には数多くの伝統的な祭りがあるが、国の重要無形民俗文化財に指定されている「青柏祭の曳山行事」が、2016年（平成28年）11月に、ユネスコの無形文化遺産として登録されたことを機に、七尾市を代表する祭りの紹介施設の整備を決定。
施設は、石川県を代表する温泉街である和倉温泉内にあり、老朽化と利用者の減少問題が持ち上がっていた1981年（昭和56年）完成の和倉温泉観光会館を改修し利用することとなり、耐震補強等を行なうとともに、大ホールを山車等の展示室に改変し、青柏祭ならびに、お熊甲祭、向田の火祭り、石崎奉燈祭の、七尾市を代表する文化財指定等も受けている4つの祭りを中心に紹介する観光拠点の施設として、2020年（令和2年）6月1日に開館した。
なお、当初2020年（令和2年）4月25日の開館予定であったが、2019年（令和元年）末からの新型コロナウイルス感染症の拡大により、約1か月遅れの開館となった。

### 展示・紹介する４つの祭り
- 青柏祭

「青柏祭の曳山行事」として、国の重要無形民俗文化財に指定
ユネスコの無形文化遺産「山・鉾・屋台行事」の中の1件として登録
- お熊甲祭

「熊甲二十日祭の枠旗行事」として、国の重要無形民俗文化財に指定
- 向田の火祭り

石川県指定無形民俗文化財
国の記録作成等の措置を講ずべき無形の民俗文化財に選択された、「能登一円のキリコ祭」の中の1つ
日本遺産「灯り舞う半島 能登 〜熱狂のキリコ祭り〜」の中の1つとして認定
- 石崎奉燈祭

国の記録作成等の措置を講ずべき無形の民俗文化財に選択された、「能登一円のキリコ祭」の中の1つ
日本遺産「灯り舞う半島 能登 〜熱狂のキリコ祭り〜」の中の1つとして認定

## 展示ホール（有料）
もともとあった1,100人収容の大ホールの舞台および観客席をすべて取り払い、高さ17mの天井高を活かし、大型の展示物を収容できる展示室に改修したもので、４つの祭礼にもちいる山車や部材等の展示と各祭礼の紹介をしている。
ここで紹介する展示物はすべて大型の、高さ約12mから16mの原寸大の実物展示であり、本物の祭りの迫力を体験できる。なお、向田の火祭りの展示物（大松明）は高さ約30mにもなるため、長さ15mの垂れ幕（バナー）を天井から吊り下げている。各展示物の周りには、その祭りに関わる人物の人型が何体か立っており、それぞれの役割等の説明がされている。また、展示ホール内には2階があり、休憩コーナーになっていて、やや上部から展示物を見ることができる。

### 展示物
- 青柏祭のでか山
  - 常設展示される「でか山」は、祭礼で曳かれる3基（3町）の山と同じ、実物大の山を展示用に新たに制作した4基目となる「でか山」である。制作に掛かる費用2千万円の内、半分の1千万円はクラウドファンディングで賄うこととなり、約791万円の寄付が寄せられ、制作費にあてられた[4]。また、一部の部材は魚町が使用していたものを再利用している。

高さ 約12m
開き（全長） 約13m
- お熊甲祭の枠旗（わくばた）

高さ 約16m
- 向田の火祭りの大松明（柱松明）
  - 実物の大松明（柱松明）は高さ約30m、重さ約10tで、燃やすもののため、燃え盛る松明を写した約半分の、長さ15mの垂れ幕（バナー）で代用。

- 石崎奉燈祭の大奉燈

高さ 約13m

### お祭りシアター・お祭り体験コーナー
展示ホールの一画には幅16.2m、高さ9.4mの大型スクリーンがあり、4つのお祭りを臨場感あふれる映像で流しているほか、30分に一度の割合でスクリーンを用いて、各お祭りを疑似体験（各約10分）できる。

## 観光情報エントランス（無料）
入館するとすぐの無料ゾーンである。開放的なエントランスの天井から七尾市で行われている数多くの祭礼を垂れ幕（バナー）で紹介しているほか、石崎奉燈祭の小奉燈、ミニ奉燈、田鶴浜の住吉神社春の祭礼（住吉大祭）の浜山とよばれる山車等の展示をしている。また、総合案内（受付）、七尾市の祭りや、観光施設を紹介する情報発信コーナー、無料休憩コーナー、グッズ（お土産）ショップなどがある。

## その他の施設
和倉温泉観光会館時代より引き継いだものである。各施設の利用は有料となる。
- 大・中・小 会議室
- 和室
- 調理実習室

## 施設情報
開館時間9時 - 17時 入館は16時30分まで
休館日第2、第4水曜日（祝日の場合は翌日）、年末年始
入館料高校生以上 800円、中学生以下 400円、乳幼児 無料（各種割引あり）
駐車場大型バス 5台、乗用車 89台（無料）

## 交通アクセス
自動車
- 国道249号七尾田鶴浜バイパス（のと里山海道） 和倉ICより車で約6分

鉄道
- 和倉温泉駅（JR七尾線・のと鉄道七尾線）より、徒歩で約20分または車で約6分

バス
- 北鉄能登バス和倉線 「お祭り会館」バス停より下車すぐ
- 能登島交通曲線 「和倉観光会館」バス停より下車すぐ

## 周辺施設
- 和倉温泉
- 和倉温泉総湯
- 和倉昭和博物館とおもちゃ館
- イソライト珪藻土記念館
- 辻口博啓美術館